# 찰스턴 교회 총기 난사 사건
2015년 찰스턴 교회 총격 사건은 2015년 6월 17일, 미국 사우스캐롤라이나주 찰스턴에 있는 이매뉴얼 아프리칸 감리교회에서 발생한 총격 사건이다. 바이블 스터디 중에 남자가 교회에 들어가 9명을 살해했으며, 당국은 증오 범죄라고 보고있다. 주 상원의원도 맡고 있던 담임 목사 클레만타 C. 핀크니를 포함하여 총 9명이 사망했다. 10번째 피해자는 총에 맞았으나 사망하지는 않았다. 저녁의 총격 이후, 경찰은 용의자 딜런 루프를 검거했다고 밝혔다. 루프는 나중에 인종 전쟁을 시작할 목적으로 총을 쏘았다고 자백했다.

## 사건의 여파
이 사건을 계기로 미국 곳곳에서 미국 남부 지역에 사용되고 있는 남부연합기가 인종 차별을 상징한다는 이유로 퇴출 운동이 확산되었다.

## 같이 보기
- 버지니아 공대 총기 난사 사건
- 오이코스 대학 총기 난사 사건
- 2011년 노르웨이 테러